# Halipeurus gravis
Halipeurus gravis är en insektsart. Halipeurus gravis ingår i släktet Halipeurus och familjen fjäderlöss. Utöver nominatformen finns också underarten H. g. priapulus.